# Alexandre Bandeira de Melo
Alexandre Bandeira de Melo, mais conhecido como Piolho (Rio de Janeiro,  17/02/1972), é um criminoso brasileiro, ligado à facção criminosa Amigos dos Amigos e ex-chefe do tráfico de drogas no Complexo Lemos de Brito, que figurou durante algum tempo na lista dos mais procurados de sua cidade. Atualmente, se encontra preso.

## Biografia
Piolho assumiu o controle do tráfico de drogas na favela Lemos de Brito, em Quintino, em finais dos anos 1990.
Preso em 2001, e posteriormente em 2006, em seu lugar assumiu o controle das bocas de fumo o criminoso conhecido como Cotonete. À época, sua facção era aliada do Terceiro Comando, que posteriormente dominou o Complexo do Campinho, comunidade esta que também se estende por Quintino.
No início de 2008, com a expansão das milícias,os traficantes aliados de Piolho foram expulsos de seus redutos pelos invasores, descobrindo-se posteriormente a morte do bandido Cotonete. Entre os milicianos que assumiram o controle dos complexos da Lemos Brito e Campinho, estavam inclusive alguns ex-soldados do tráfico.
Em setembro de 2010, Piolho cumpria pena no Instituto Penal Ismael Pereira Sirieiro, no Fonseca, na Zona Norte de Niterói, quando ganhou beneficio concedido pela Vara de Execuções Penais (VEP) para sair às ruas, e acabou não voltando. Desde então, passou a tentar retomar o controle do tráfico de drogas em seus antigos redutos, sendo, durante meses, quase diariamente sido objeto de manchetes dos diários cariocas, por investidas suas e de seus comparsas, com o objetivo de atacar milicianos e moradores destas comunidades, considerados por ele como seus inimigos. Numa dessas tentativas de retomar o morro do fubá ele e seus comparsas torturaram e mataram o Soldado da PM Marcel Pinto Almagro na madrugada do dia 30/10/2010.
Em abril de 2012, o criminoso foi novamente preso, junto com sua mulher, num apartamento da região de Jacarepaguá. No dia 10 de novembro do ano seguinte, seus comparsas tentaram resgatá-lo durante uma audiência em Bangu, e durante a ação, um menino que estava na rua em frente acabou baleado e morto.
Em 2 de julho de 2025, Piolho foi condenado a 95 anos e 6 meses de prisão em regime fechado por dois homicídios duplamente qualificados e duas tentativas de homicídio qualificado. De acordo com o MP, Piolho e outros comparsas planejaram a invasão no Fórum de Bangu em 2013, com o objetivo de resgatar detentos e executar o juiz.